# Parademarsch der langen Kerls
Der Parademarsch der langen Kerls (Armeemarsch I, 106) ist ein deutscher Militärmarsch von Marc Roland.
Der nach den nach ihrer besonders großen Körperlänge ausgewählten Angehörigen des Altpreußischen Infanterieregiments No. 6 „Lange Kerls“ benannte Marsch war ursprünglich 1922 für den Stummfilm Fridericus Rex komponiert worden. Er wurde 1925 in einer von Oskar Hackenberger bearbeiteten Version in die Armeemarschsammlung aufgenommen.